# Better than Today
"Better than Today" er en sang af den australske sangerinde Kylie Minogue fra hendes ellevte studiealbum Aphrodite. Sangen blev skrevet og produceret af Nerina Pallot og Andy Chatterley.

## Udgivelse
Sangen blev udgivet som albummets tredje singlen den 3. december 2010. I Storbritannien nåede singlen nummer 67 på UK Singles Chart den 20. november 2010 og nåede senere nummer 32. Sangen er en af Minogues mindre vellykket singler i Storbritannien, og havde samme resultater i andre europæiske lande. Singlen nåede nummer 27 i Skotland og nummer 63 i Frankrig.
I USA nåede singlen nummer 44 på Billboard (Hot Dance Club Songs) og senere førstepladsen den 5. marts 2011. Sangen var hendes sjette single at nå førstepladsen på hitliste. "Better than Today" blev udgivet den 18. marts 2011 i Australien og nåede nummer 55 på ARIA Charts.

## Indspilning
"Better than Today" er en popsang med mange forskellige stilarter, herunder rock, funk, soul og country. Sangen omfatter også brugen af elektriske og akustiske guitarer, synthesizere og tromme programmering.

## Formater og sporliste
CD single
1. "Better than Today" – 3:25
2. "Can't Get You Out of My Head" (BBC Live Lounge Version) – 3:16

CD maxi single
1. "Better than Today" – 3:25
2. "Better than Today" (Bills & Hurr Remix) – 8:36
3. "Better than Today" (The Japanese Popstars Mix) – 6:45
4. "Get Outta My Way" (BBC Live Lounge Version) – 3:40

7" single
1. "Better than Today" – 3:25
2. "Better than Today" (Bills & Hurr Remix Edit) – 3:47

Digital EP
1. "Better than Today" – 3:25
2. "Better than Today" (Bills & Hurr Remix Edit) – 3:47
3. "Better than Today" (The Japanese Popstars Mix) – 6:45
4. "All the Lovers" (BBC Live Lounge Version) – 3:33

## Hitlister
| Hitliste                          | Placering |
| --------------------------------- | --------- |
| Australien (ARIA Charts)          | 55        |
| Frankrig (SNEP)                   | 63        |
| Skotland (UK Singles Chart)       | 27        |
| Storbritannien (UK Singles Chart) | 32        |
| Billboard (Hot Dance Club Songs)  | 1         |